# Lomonosov (stad)

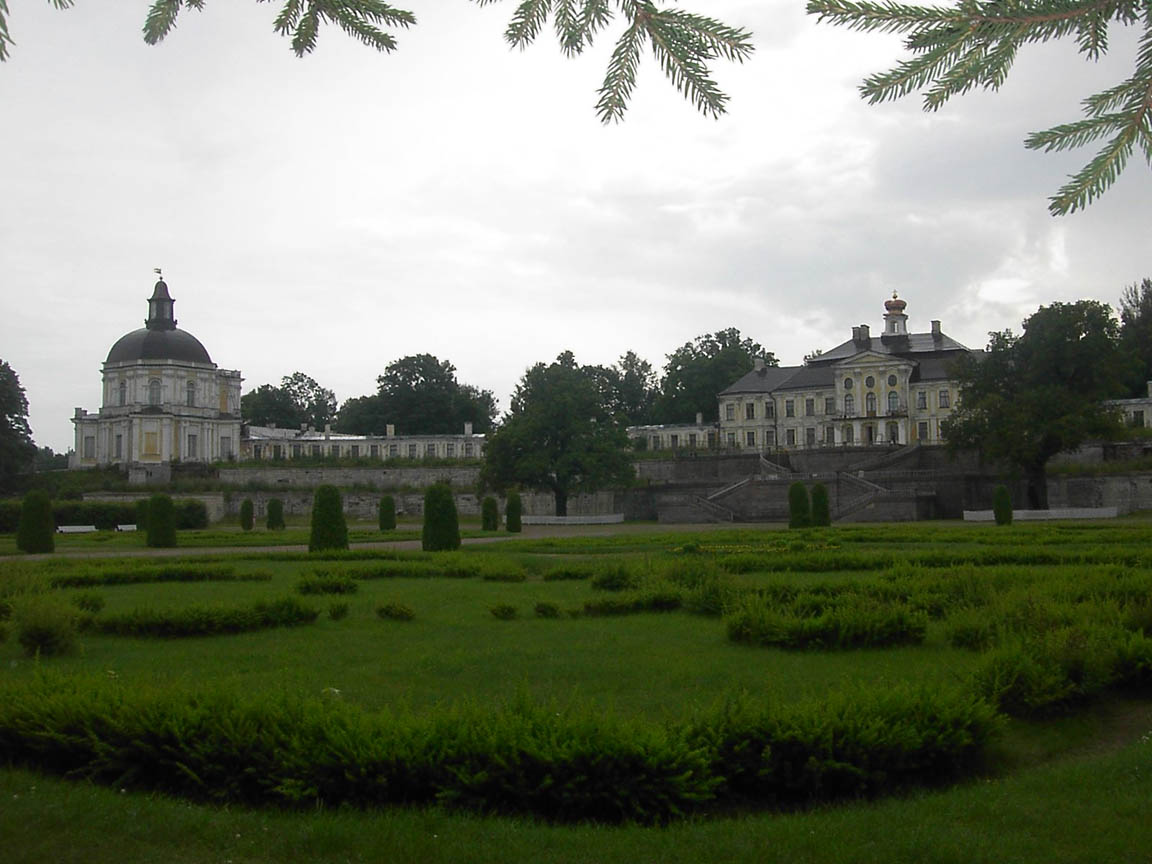
Oranienbaumpalatset i Lomonosov.

Lomonosov (ryska Ломоно́сов, tidigare Oranienbaum, Ораниенба́ум) är en stad i nordvästra Ryssland, drygt 30 km väster om Sankt Petersburg. Staden hade 43 209 invånare i början av 2015 och ligger i distriktet (rajon) Petrodvortsovij inom den administrativa gränsen för Sankt Petersburgs federala stadsområde.
Kompositören Igor Stravinskij föddes i staden.

## Vänorter
- Mariehamn, Åland (Finland)
- Framingham, Massachusetts, USA
- Anacortes, Washington, USA
- Oberursel, Hessen, Tyskland